# Selene brownii
 Selene brownii és una espècie de peix de la família dels caràngids i de l'ordre dels perciformes.

## Morfologia
Els mascles poden assolir els 29 cm de longitud total.

## Distribució geogràfica
Es troba des de Mèxic fins a Colòmbia i Brasil, i des de Cuba fins a Guadalupe.